# Trelleora gravelyi
Trelleora gravelyi är en insektsart som först beskrevs av Lucien Chopard 1928.  Trelleora gravelyi ingår i släktet Trelleora och familjen syrsor. Inga underarter finns listade i Catalogue of Life.